# Кордегардия

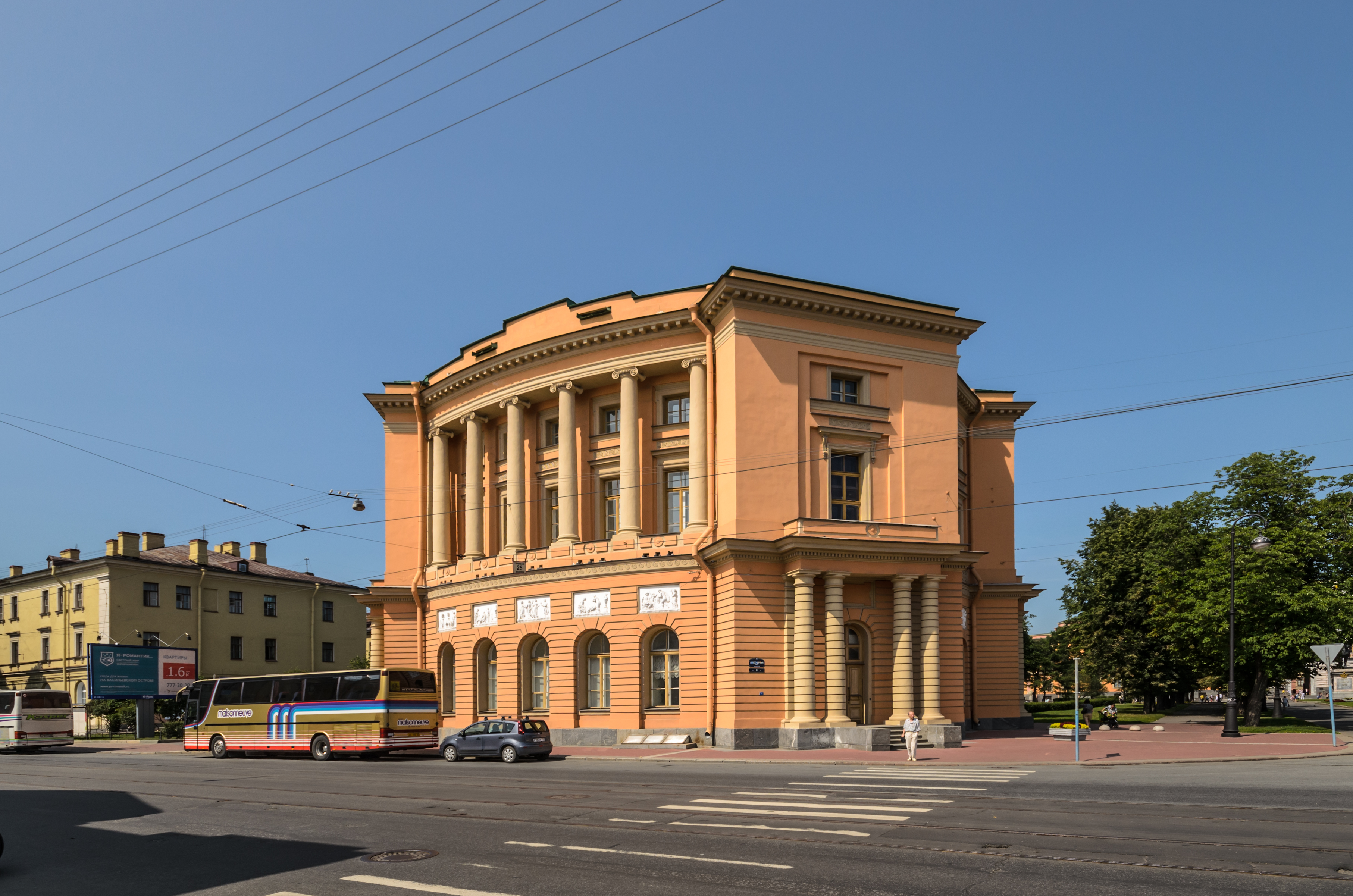
Кордегардия Михайловского замка

Кордегардия (от фр. corps de garde) — помещение для караула, охраняющего крепостные ворота. Является разновидностью фортификационных сооружений.
Обычно располагалась у входа или выхода из них, рядом с самими воротами, нередко была приспособлена для обстрела из него (через бойницы) пространства под воротами.
Кордегардией также обозначались гауптвахты или любое караульное помещение, помещение для стражи.